# Лахно, Пётр Гордеевич
Пётр Гордеевич Лахно́ (род. 28 июня 1951, станица Старонижестеблиевская) — российский юрист, кандидат юридических наук, доцент кафедры предпринимательского права Юридического факультета Московского Государственного университета имени М. В. Ломоносова, основоположник школы энергетического права в России. Главный редактор журнала «Энергетическое право».

## Образование
Родился 28 июня 1951 г. в станице Старонижестеблиевская Краснодарского края.
В 1973 году после окончания с отличием юридического факультета МГУ им. М. В. Ломоносова поступил в аспирантуру по кафедре гражданского права. В 1978 году защитил диссертацию на соискание ученой степени кандидата юридических наук на тему «Правовое регулирование стандартизации в рамках СЭВ».
С 1979 года работает на кафедре гражданского права юридического факультета МГУ. В 1989 г. совместно с А. Г. Быковым и Е. П. Губиным выступил инициатором создания кафедры хозяйственного права и правового регулирования внешнеэкономической деятельности, которая была учреждена в структуре юридического факультета 7 июня 1989 года. 28 сентября 1992 года кафедра хозяйственного права и правового регулирования внешнеэкономической деятельности была переименована в кафедру предпринимательского права.
В 1986 году П. Г. Лахно присвоено ученое звание старшего научного сотрудника, в 1991 году — доцента.
В 1989 г. совместно с профессором А. Г. Быковым написана и опубликована монография «Право и хозяйственный механизм в СССР» на испанском языке (Bikov Anatoli, Lajno Piotr. El derecho y el mecanismo economico en la URSS. Editorial Progreso. Moscu, 1989).

## Занимаемые должности и проекты
П. Г. Лахно входил в число разработчиков ряда законопроектов и проектов подзаконных правовых актов.
Является судьей Третейского суда при ОАО «Газпром», арбитром Международного коммерческого арбитражного суда при Торгово-промышленной палате РФ, арбитром арбитража при Московской Торгово-промышленной палате, арбитром Казахстанского международного арбитража. Член Научно-консультативного совета Конституционного Суда РФ, член комиссии по правовому регулированию энергетики Общероссийской общественной организации «Ассоциация юристов России». Также П. Г. Лахно является одним из основателей и главным редактором журнала «Энергетическое право».
П. Г. Лахно читает полный курс предпринимательского права, а также спецкурсы: «Теоретические проблемы предпринимательского права», «Энергетическое право и политика в XXI веке» (авторская программа), «Биржевое право», «Менеджмент и право». Благодаря инициативным усилиям П. Г. Лахно впервые на юридическом факультете начато чтение межкафедрального спецкурса совместно с кафедрой земельного и экологического права по правовым проблемам энергетического бизнеса в России.
П. Г. Лахно совмещает научную и педагогическую деятельность с практической работой в качестве юридического советника в коммерческих банках, крупных российских компаниях топливно-энергетического комплекса Российской Федерации, в системе телекоммуникаций и в алмазной отрасли, является консультантом ряда иностранных юридических фирм, имеющих практику в Российской Федерации и странах СНГ, участвует в законопроектных работах в энергетической сфере, является одним из инициаторов и разработчиков проекта Энергетического кодекса Российской Федерации.
Свои научные позиции в области правового регулирования энергетических, в том числе международных, отношений П. Г. Лахно неоднократно излагал на многочисленных международных научно-практических конференциях.
В 1997—2000 гг. по линии Европейского союза участвовал в работе по теме «Институциональная поддержка Министерству топлива и энергетики РФ» по компоненту «Экономические инструменты. Оказание содействия в создании энергоэффективных механизмов финансирования обеспечивающих выполнение обязательств в рамках Энергетической Хартии в части эффективного использования ресурсов и создания открытого энергетического рынка».
В 1999—2001 гг. являлся сопредседателем подкомитета по законодательству комитета «Законодательство. Банки. Финансы» Европейского делового конгресса (ЕДК).
П. Г. Лахно уделяет значительное внимание лекционной работе вне стен МГУ. Выступая перед российскими и зарубежными предпринимателями, он читал лекции по правовым проблемам энергетического бизнеса в Академии народного хозяйства при Правительстве РФ, Институте энергетической дипломатии и политики МГИМО (У) МИД РФ, Высшей школе экономике — государственном университете, в Русском образовательном центре МГУ им. М. В. Ломоносова в Женеве, других учебных заведениях.

## Преподавательская деятельность
П. Г. Лахно читает лекции по общему курсу предпринимательского права на Юридическом факультете МГУ им. М. В. Ломоносова.
Первым в России стал читать курс «Энергетическое право» на Юридическом факультете МГУ им. М. В. Ломоносова. Осуществляет руководство научной работой студентов при написании курсовых и дипломных работ,
под руководством П. Г. Лахно защищены шесть диссертаций на соискание ученой степени кандидата юридических наук.

## Основные научные труды и идеи
П. Г. Лахно является одним из инициаторов разработки и принятия Энергетического кодекса Российской Федерации. По мнению П. Г. Лахно:
«Энергетический кодекс должен стать тем концептуальным, обобщающим стержневым нормативным актом, который закрепит фундаментальные положения и принципы правового регулирования ТЭК России, а также порядок участия нашей страны в международных связях на условиях цивилизованных рыночных отношений. Ключевыми задачами Энергетического кодекса являются: формирование и раскрытие правовых средств, форм и методов энергетической безопасности и укрепления экономической интеграции страны; создание правовых условий для инвестиций; развитие партнерства государства и бизнеса; защита окружающей среды; систематизация действующего законодательства в области энергетики и достижение его согласованности с международными, прежде всего европейскими, энергетическими нормами.»
П. Г. Лахно совместно с Директором Института германского и европейского предпринимательского права, конкурентного права и права государственного регулирования, профессором Свободного университета Берлина, д.ю.н. Зеккером Ф. Ю. является ответственным редактором российско-германского учебника «Энергетическое право России и Германии: сравнительно-правовое исследование» (Handbuch zum deutsch-russischen Energierecht (Herausgegeben von Franz Jürgen Säcker) // Verlag C.H.Beck Munchen. 2011).
Основные научные работы
1. Юридическая природа стандартов СЭВ. // Сов. гос. Право, № 10, 1983 г. (0,5 п. л.).
2. Хозяйственный механизм и функции хозяйственного законодательства. // В книге «Правовое обеспечение договорной и трудовой дисциплины». В соавторстве с Быковым А. Г.,  Смитиенко Б. М., ИГиПАН СССР, 1984 г. (0,4 п. л.).
3. Функции советского хозяйственного законодательства. // Вестник МГУ, серия Право, № 4, 1985 г. (0,8 п. л.).
4. Экономико-правовое регулирование рационального использования материалов и полуфабрикатов. В кн.: «Экономический эксперимент и право». // В соавторстве с Карпуниным М. Г., Слуту Н. А. М., Юридическая литература, 1986 г. (0,7 п. л.).
5. Совершенствование планово-нормативных методов использования трудовых ресурсов. В кн.: «Экономический эксперимент и право». // В соавторстве с Карпуниным М. Г., Слуту Н. А., Хохряковым Л. А. М., Юридическая литература, 1986 г. (0,6 п. л.).
6. Стандарт и качество продукции. В кн.: «Проблемы повышения эффективности правовых средств обеспечения высокого качества продукции». // М., Издательство МГУ, 1986 (1 п. л.).
7. Стандарт предприятия и качество. В кн.: «Проблемы повышения эффективности правовых средств обеспечения высокого качества продукции». // М., Издательство МГУ, 1986 (0,8 п. л.).
8. Аттестация качества продукции. В кн.: «Проблемы повышения эффективности правовых средств обеспечения высокого качества продукции». // М., Издательство МГУ, 1986 (0,5 п. л.).
9. Сборник образцов документов по советскому гражданскому праву. // В соавторстве с Тяка И. Я. М., Высшая школа, 1987 г. (2 п. л.).
10. Рецензия на монографию В. К. Андреева «Правосубъектность хозяйственных органов: сущность и реализация». // В соавторстве с Быковым А. Г. М., Хозяйство и право, № 3, 1987. (0,3 п. л.)
11. Рецензия на монографию «Хозяйственное право. Правовое регулирование функциональных видов деятельности в социалистической экономике». (М., Наука, 1986 г.).// В соавторстве с Быковым А. Г. М., Советское государство и право, № 12, 1986 г. (0,5 п. л.)
12. Ускорение социально-экономического развития и обеспечение конечных народнохозяйственных результатов (правовые вопросы). // В соавторстве с Толченковым Н. И. М., Советская юстиция, № 3, 1987 г. (0,5 п. л.)
13. Воспитательная функция советского хозяйственного законодательства. // Деп. № 3536 от 7 сентября 1988 г. (1 п. л.)
14. Правовая система хозяйственного механизма. В кн: Вопросы перестройки системы. М., МГУ, 1988 г. // М., Издательство МГУ, 1988 г. (0,7 п. л.)
15. Право и хозяйственный механизм в СССР (на испанском языке). Издательство «Прогресс». // В соавторстве с Быковым А. Г. М., Прогресс, 1989 г. (10 п. л.)
16. Закрепление функций советского хозяйственного законодательства в Законе СССР "О государственном предприятии (объединении). Всесоюзная конференция. Экономико-правовые проблемы совершенствования хозяйственного механизма. Донецк. // В соавторстве с Быковым А. Г. М., ИГиПАН СССР. 1989 г. (0,4 п. л.).
17. Закон СССР "О государственном предприятии (объединении). «Знание», 1989 г. // М., 1989 г. (2 п. л.)
18. Актуальные проблемы правового воспитания хозяйственных кадров в условиях радикальной экономической реформы. // В соавторстве с Быковым А. Г. Ташкент, Всесоюзная научно-практическая конференция, 1990 г. (0,4 п. л.).
19. Формирование социалистического рынка и проблемы развития хозяйственного законодательства. В ст. Тенденции и перспективы развития права и укрепления социалистической законности. Выпуск № 4. // В соавторстве с Быковым А. Г. Минск, Республиканская научно-практическая конференция, 1990 г. (0,2 п. л.).
20. Методологические аспекты анализа функций советского хозяйственного законодательства. // М., Вестник МГУ серия Право, № 1, 1991 г. (1 п. л.).
21. Место и роль финансово-промышленных групп в общей системе перехода к рыночной экономике. // В соавторстве с Губиным Е. П., Смитиенко Е. М. М., Финансово-промышленные группы. Зарубежный опыт, реалии и перспектив в России. 1994 г. (2,5 п. л.).
22. Правовое регулирование создания и деятельности финансово-промышленных групп. // В соавторстве с Губиным Е. П., Смитиенко Е. М. М., Центр «Науки и техники». 1994 г. (1 п. л.).
23. Формы и механизмы /конструкции/ управления имуществом и капиталами в системе ТЭК /на англ. языке/. // М., Право и экономика, № 7, 1994 г. (0,2 п. л.).
24. Формы и механизмы /конструкции/ управления имуществом и капиталами в системе ТЭК /на англ. языке/. // М., Право и экономика, № 7—8, 1994 г. (0,2 п. л.)
25. Траст — новый институт российского права. // В соавторстве с Бирюковым П. И. М., Хозяйство и право, № 2, 1995 г. (0,8 п. л.).
26. Траст — новый институт российского права (продолжение). // В соавторстве с Бирюковым П. И. М., Хозяйство и право, № 2, № 3 1995 г. (0,8 п. л.).
27. Предприниматель, персонал предприятия и управления. // М., Вестник МГУ серия Право, № 3, 1995 г. (1 п. л.).
28. Предпринимательство и предпринимательское право: теоретические идеи и практическая реализация. // М., Материалы международного юридического симпозиума: «Сотрудничество по вопросам регулирования хозяйственной деятельности», 1995 г. (0,3 п. л.).
29. Предпринимательское право: проблемы теории и методологии. Программа спецкурса. // М., Юридический колледж МГУ, 1995 г. (1 п. л.).
30. Рецензия на работу В. В. Лаптева «Предпринимательское право: понятие и субъекты» М., Юристъ, 1997 г. // М., Хозяйство и право, № 10, 1997 г. (0,2 п. л.).
31. Базовые категории теоретических конструкций правового регулирования рыночной экономики. // Минск, Тезисы докладов республиканской научно-практической конференции, «Тесей», 1998 г. (0,3 п. л.).
32. Программа спецкурса "Правовое регулирование предпринимательской деятельности: проблемы теории и методологии менеджмент в предпринимательской деятельности. // М. Учебные программы дисциплин и курсов по специальности «Юриспруденция», Зерцало, 1999 г. (0,5 п. л.).
33. Правовое регулирование трансформации отношений собственности как условие развития предпринимательства в России. // М., Социальные проблемы современного общества. Социологический факультет МГУ им. М. В. Ломоносова. Ломоносовские чтения. 1999 г. (1 п. л.).
34. Правовое регулирование инвестиций (инвестиционной деятельности) в нефтегазовом комплексе РФ. // М., Правовые проблемы нефтегазового комплекса (сборник научных трудов). Выпуск 1, 1999 г. (0,5 п. л.).
35. К выходу в свет книги М. И. Клеандрова «Нефтегазовое законодательство в системе российского права». Новосибирск, Наука, 1999 г. //М., НЕфть, газ и право, № 3, 2000. (0,5 п. л.).
36. Энерго-правовые исследования в свете Европейской Энергетической Хартии и Договора к Энергетической Хартии. // М., Материалы международного семинара «Преподавание права Европейского Союза в Российских вузах», Издательство Нота-Бене, 2000 г. (1,7 п. л.).
37. Становление и развитие энергетического законодательства в РФ. // М., 2001. Материалы научно-практической конференции «Государство и право на рубеже веков». (0,7 п. л.).
38. Понятие предпринимательства и предпринимательской деятельности. // Учебник «Предпринимательское право». М., Юрист, 2001 г. (1 п. л.).
39. Предпринимательское право и его место в российской правовой системе. // В соавторстве с Губиным Е. П. Учебник «Предпринимательское право». М., Юрист, 2001 г. (0,7 п. л.).
40. Правовое регулирование деятельности предпринимателя как товаропроизводителя. // Учебник «Предпринимательское право». М., Юрист, 2001 г. (1,5 п. л.).
41. Энергетика и право. Труды РАЮН. // М., Выпуск 1, Том 2, 2001 г. (0,8 п. л.).
42. Энергетическое законодательство РФ. // М., Нефтегаз, энергетика и законодательство, 2001—2002 г. Информационно-правовое издание топливно-энергетического комплекса России. (0, 5 п. л.).
43. Понятие и правовое обеспечение маркетинга. Труды РАЮН. // М., Выпуск 2, Том 2, 2002 г. (0,8 п. л.).
44. Правовое регулирование полномочий РФ и её субъектов в области энергетического права. В сборнике «Правовые проблемы нефтегазового комплекса». // Тюмень, Выпуск 3, 2002. (1 п. л.).
45. Договорные отношения в сфере обращения добытой нефти. Правовые проблемы нефтегазового комплекса. Сборник научных трудов. // Тюмень, Выпуск 2, 2001 г.
46. Предпринимательство и предпринимательское право. Глава 1 в учебнике «Предпринимательское право России» // В соавторстве с Губиным Е. П. М., Юристъ, 2003 г. (3 п. л.).
47. Понятие и правовое обеспечение менеджмента. Глава 8 в учебнике «Предпринимательское право России» // М., Юристъ, 2003 г. (1,3 п. л.).
48. Правовое регулирование товарного рынка. Глава 12 в учебнике «Предпринимательское право России» // М., Юристъ, 2003 г. (4 п. л.).
49. Принципы энергетического законодательства. Предпринимательское право в рыночной экономике. Под ред. Е. П. Губина, П. Г. Лахно. М., 2004.
50. Энергетический кодекс Российской Федерации — основополагающий юридический документ, регулирующий отношений в ТЭК. Бизнес. Менеджмент. Право. 2006. № 3.
51. Предпринимательское право Российской Федерации / Под ред. Е. П. Губина, П. Г. Лахно. М.: Юристъ, 2006.
52. Энергия, энергетика и право. Энергетическое право. 2006. № 1. (2 п. л.).
53. Энергетическое право России и Украины: сравнительно-правовой аспект // Предпринимательское право. 2006. № 3. (в соавторстве с Ю. С. Шемшученко).
54. Предпринимательское право: практический курс. Учебно-методическое пособие / Под ред. Губина Е. П., Лахно П. Г. М., Юристъ, 2007.
55. Правовое регулирование энергетических отношений. Журнал Экологии и промышленной безопасности. (Вестник Татарского отделения Российской Экологической Академии). 2007. № 4.
56. Энергия как объект правового регулирования. На пути к устойчивому развитию России. Экология и энергетика. 2007, № 40.
57. Энергетическое право и политика в XXI веке. Программа спецкурса. Российское предпринимательское право. Учебные программы по юриспруденции. М. 2007.
58. Актуальные проблемы правового регулирования энергетических отношений. В кн. Энергетика и право. Под ред. П. Г. Лахно. М., 2008. (в соавторстве)
59. Энергетика и право в начале XXI века: точки взаимодействия и развития. Юридический мир. 2008. № 8.
60. Энергетическому бизнесу — надежную правовую основу. Корпоративный юрист. 2008. № 7.
61. Предпринимательство и предпринимательское право. Глава в учебнике Предпринимательское право. Изд. 2. Под ред. Е. П. Губина, П. Г. Лахно. М., 2008.
62. Правовое регулирование деятельности предпринимателя как товаропроизводителя. Глава в учебнике Предпринимательское право. Под ред. Е. П. Губина, П. Г. Лахно. М., 2008.
63. Государственное управление реформированием в сфере предпринимательства. Предпринимательское право. 2008. № 4. (в соавторстве)
64. Энергетическое право — это реальность. Юрист. 2008. № 10. Республика Казахстан.
65. Энергетическое право стран СНГ. Сб. Материалов международной научно-практической конференции, посвященной памяти и 85-летию со дня рождения д. ю. н., проф. Ю. Г. Басина (в рамках ежегодных цивилистических чтений). Алматы, 29—30 мая 2008 г., НИИ частного права КазГЮУ. Отв. ред. Сулейменов М. К. С.83—90.
66. Правовое регулирование геологического изучения недр, поиска и разведки месторождений нефти и газа. Энергетика и право. Под ред. П. Г. Лахно. Вып. 2. М., 2009. (в соавторстве)
67. Магистральные трубопроводы и право. Энергетика и право. Под ред. П. Г. Лахно. Вып. 2. М., 2009. (в соавторстве)
68. Международно-правовое регулирование строительства морских трубопроводов (в соавторстве). Законодательство. 2009. № 3.
69. Правовой режим сооружений обустройства месторождений нефти и газа. Энергетика и право. Под ред. П. Г. Лахно. Вып. 2. М., 2009. (в соавторстве)
70. Предпринимательская деятельность иностранных инвесторов в сфере недропользования. Энергетика и право. Под ред. П. Г. Лахно. Вып. 2. М., 2009. (в соавторстве)
71. Энергетическое право — что это такое? Энергетика и право. Под ред. П. Г. Лахно. Вып. 2. М., 2009. (в соавторстве)
72. Энергетическое право в XXI веке: состояние и перспективы развития. Государство и право. 2009. № 4.
73. Право первичных источников энергии (в соавторстве). Государство и право. 2009. № 5.
74. Правовое регулирование электроэнергетики в России и за рубежом (в соавторстве). Государство и право. 2009 № 6.
75. Правовая охрана окружающей среды в энергетике (в соавторстве). Государство и право. 2009. № 7.
76. Правовое обеспечение становления и развития энергетических рынков в России (нефти, нефтепродуктов и природного газа) (в соавторстве). Предпринимательское право. 2009. № 3.
77. Bikov Anatoli, Lajno Piotr. El derecho y el mecanismo economico en la URSS. Editorial Progreso. Moscu, 1989.
78. Pyotr Lakhno. Adjusting the course. Legal aspects of Russia’s new energy strategy. Oil of Russia. 2004. № 1.
79. Pyotr Lakhno. On the stage of development. New legislation for the energy sector is consistently shape in Russia/ Oil of Russia. 2006. № 2.
80. Pjotr G.Lachno. Energie und Energiewirtschaft:Möglichkeiten und Grenxen der rechtlichen Regulierung. Veröffentlichungen des Instituts für deutsches und eurupäisches Wirtschafts-Wettbewerbs- und Regulierungsrecht der Freien Universität Berlin. Deutsch-russisches Energie-und Bergrecht im Vergleich. PETER LANG. Europäischer Verlag der Wissenschaften. Frankfurt am Main. 2007/ Band 1.
81. Pyotr Lakhno, Anna Belitskaya. Basis of the Investment Climate. Oil of Russia, 4/2008.
82. Die wirtschaftliche Ordnung des Energiesektors. Petr.G.Lakhno. Veröffentlichugen des Instituts für deutsches und europäisches Wirtschafts-Wettebewerbs- und Regulierungesrecht der Freien Universität Berlin. Russisches Energierecht-Gesetzessammlung/ Peter Lang/2009.